# Victor Manuel Freire Boga
Victor Manuel Freire Boga (Covilhã, 25 de Maio de 1941 — Viseu, 11 de Julho de 2012) foi um político português.

## Biografia
Foi eleito deputado para a Assembleia Constituinte de 1975 pelo PPD - Partido Popular Democrático (Círculo eleitoral de Viseu). Adoptou o estatuto de deputado independente em Dezembro de 1975.
Entre outras acções de cidadania destacam-se a presidência da mesa da Assembleia Municipal de Viseu na década de 80 e o cargo de Governador do Lions Clubs International português no ano de 1997.